# اباکه

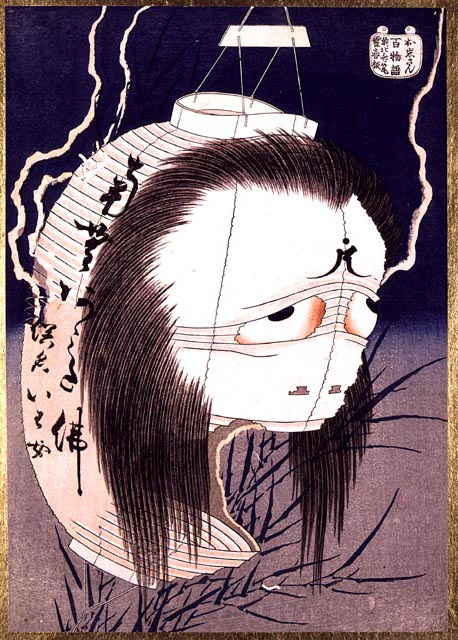
شبح ایوا، مخلوق تسوکومگامی از رده‌های اباکه.

اُباکِه (お化け) یا باکِمُنو (化け物) (گاهی هم اُباکِمُنو) رده‌ای از هیولا یا ارواح در فولکلور ژاپنی است. معنی لفظ به لفظ آن چیزی که دگرگون می‌شود است، و به خاصیت تحوّل و دگرگونی اباکه اشاره می‌کند.
هویت اصلی اباکه می‌تواند جانور (مانند روباه، راکون، گورکن، ...)، گیاه یا جمادات باشد که در شینتو و دیگر معتقدات آنیمیزم∗ دارای روح هستند. روح مربوط به وسایل و ابزار خانگی خود رده‌ای از اباکه است و به نام تسوکومگامی معروف است.
اباکه معمولاً خود را به شکل انسان تغییر قیافه می‌دهد یا خود را به صورت ترسناکی نمایان می‌کند. در استخدام عامیانه، هر منظر عجیب و غریب را اباکه یا باکمنو نام می‌دهند، حتی اگر اعتقاد نباشد که واقعاً اباکه باشد.

## در هاوائی
به علت جمعیت ژاپنی مهاجرت‌کننده که در جزایر هاوائی زندگی می‌کند، امروزه مصطلح اباکه را در زبان و فرهنگ مردم هاوائی را می‌توان ملاحظه کرد، که یکی از آن‌ها دیدن بسیار کاپا می‌باشد.

## صفحه‌های وابسته
- یوکای
- تسوکومگامی
- تری یاما سکیئن